# Oberschweinbach

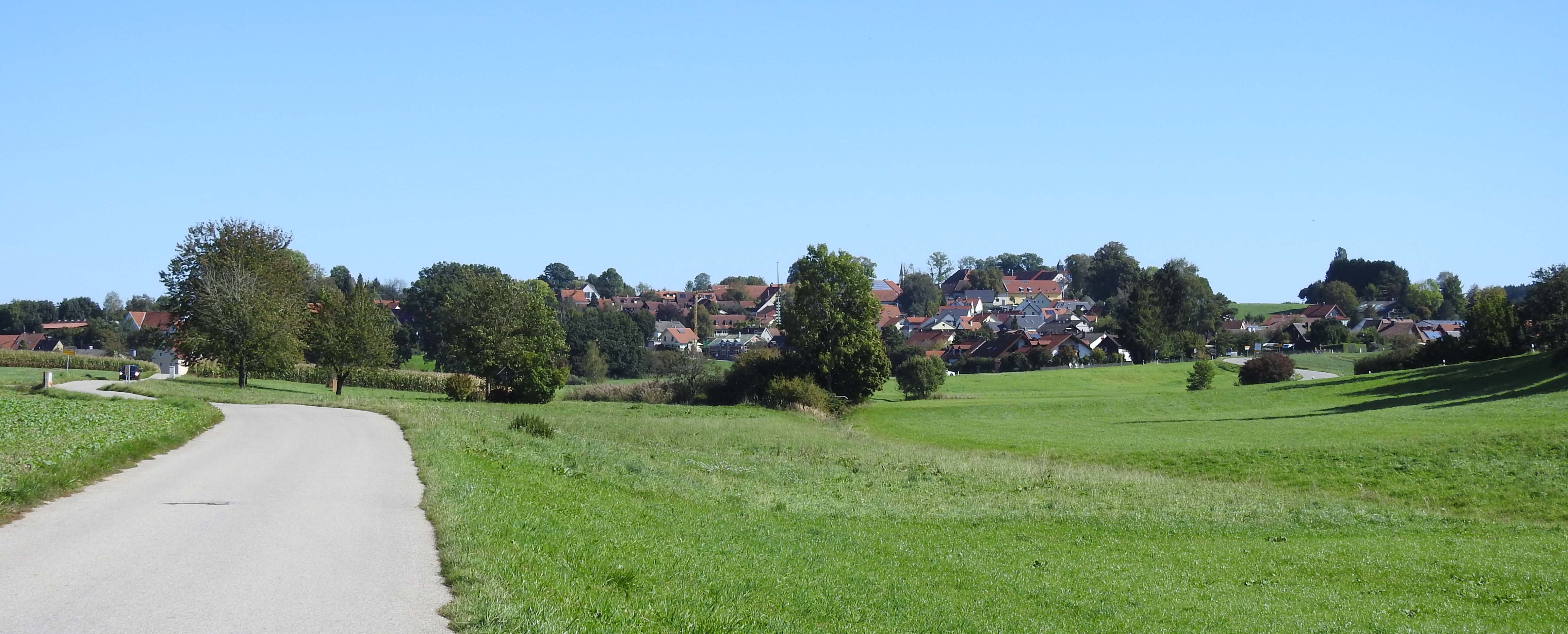
Oberschweinbach von Westen

Oberschweinbach ist eine Gemeinde im oberbayerischen Landkreis Fürstenfeldbruck.

## Geografie
Oberschweinbach liegt in der Region München.
Es gibt drei Gemeindeteile (in Klammern ist der Siedlungstyp angegeben):
- Günzlhofen (Pfarrdorf)
- Oberschweinbach (Dorf)
- Spielberg (Gut)

Es gibt die Gemarkungen Günzlhofen und Oberschweinbach.

## Geschichte

### Bis zur Gemeindegründung
Oberschweinbach gehörte mit Schloss Spielberg von 1640 bis 1820 den Freiherren von Lerchenfeld und stand unter der Landeshoheit des Kurfürstentums Bayern. Oberschweinbach war ein Teil der geschlossenen Hofmark Spielberg-Oberschweinbach. Im Zuge der Verwaltungsreformen in Bayern entstand mit dem Gemeindeedikt von 1818 die heutige Gemeinde.

### Eingemeindungen
Im Zuge der Gebietsreform in Bayern wurde am 1. Juli 1972 die Gemeinde Günzlhofen eingegliedert.

### Einwohnerentwicklung
Zwischen 1988 und 2018 wuchs die Gemeinde von 1050 auf 1729 um 679 Einwohner bzw. um 64,7 %.
| Jahr      | 1961 | 1970 | 1987 | 1991 | 1995 | 2000 | 2005 | 2010 | 2015 | 2020 |
| --------- | ---- | ---- | ---- | ---- | ---- | ---- | ---- | ---- | ---- | ---- |
| Einwohner | 0761 | 0795 | 1002 | 1114 | 1192 | 1257 | 1469 | 1624 | 1707 | 1709 |

## Politik

### Gemeinderat
Zur Gemeinderatswahl 2020 trat ausschließlich die Liste CSU/Dorfgemeinschaft Oberschweinbach an, die bei einer Wahlbeteiligung von 77,91 % alle zwölf Sitze erhielt.

### Bürgermeister
Erster Bürgermeister ist Norbert Riepl.

### Wappen
| Wappen von Oberschweinbach | Blasonierung: „Unter silbernem Schildhaupt, darin nebeneinander vier senkrecht stehende, durchgehende rote Rauten, in Blau ein silberner Lindwurm.“ |
| Wappen von Oberschweinbach | |

### Verwaltung
Die Gemeinde ist Mitglied der Verwaltungsgemeinschaft Mammendorf.

## Religion
- Kloster Spielberg
- Pfarrkirche St. Margareta Günzlhofen (römisch-katholisch)

## Wirtschaft und Infrastruktur

### Wirtschaft einschließlich Land- und Forstwirtschaft
Im Jahr 2021 gab es nach der amtlichen Statistik 206 sozialversicherungspflichtig Beschäftigte am Arbeitsort und 760 am Wohnort. Im verarbeitenden Gewerbe gab es zehn, im Bauhauptgewerbe sieben Betriebe. Zudem bestanden im Jahr 2020 8 landwirtschaftliche Betriebe mit einer landwirtschaftlich genutzten Fläche von 174 ha, davon waren 129 ha Ackerfläche und 45 ha Dauergrünfläche.

### Verkehr
Oberschweinbach ist mit zwei Regionalbuslinien des Münchner Verkehrs- und Tarifverbundes und einer Ruftaxilinie erschlossen. Das Gemeindegebiet liegt in den Tarifzonen 3 und 4.
| Linie | Linienverlauf                                                                                              | Verkehrsunternehmen |
| ----- | --- | ------------------- |
| 838   | Tegernbach – Mittelstetten – Hattenhofen – Oberschweinbach – Mammendorf S R – Puch – Buchenau S            | Amperbus GmbH       |
| 889   | Althegnenberg R – Tegernbach – Mittelstetten – Oberschweinbach – Mammendorf S R – Fürstenfeldbruck S R     | Amperbus GmbH       |
| 8800  | Fürstenfeldbruck – Mammendorf – Hattenhofen – Adelshofen – Oberschweinbach – Althegnenberg – Mittelstetten | Geldhauser          |

### Bildung
- 1 Kindergarten
- 1 Waldkindergarten
- 1 Montessori-Schule

## Persönlichkeiten

### Ehrenbürger
- Traudl Well (1919–2015), Musikerin der Neuen bayerischen Volksmusik, Mutter der Musiker von Biermösl Blosn und Wellküren[8]

### Söhne und Töchter der Gemeinde
- Friedrich Lugmair (1914–1993), Politiker (WAV)
- Michael Well (* 1958), Musiker
- Christoph Well (* 1959), Musiker
- Monika Well (* 1961), Musikerin und Kabarettistin
- Leonie Pichler (* 1984), Autorin und Dramatikerin